# Пореченков Михайло Євгенович
Миха́йло Євге́нович Поре́ченков (рос. Михаи́л Евге́ньевич Поре́ченков; нар. 2 березня 1969, Ленінград, РРФСР, СРСР) — радянський і російський актор театру та кіно, телеведучий і режисер. Путініст та українофоб. Підтримує вторгнення Росії в Україну.
11 березня 2014 року Пореченков підписав звернення діячів культури Російської Федерації на підтримку політики президента Росії В. В. Путіна в Україні та Криму.
У жовтні 2014 року незаконно перетнув державний кордон України та відвідав захоплений проросійськими збройними формуваннями Донецьк, де, разом із бойовиками ДНР, стріляв із кулемета, ймовірно по позиціях українських військових у Донецькому аеропорту. У січні 2015 року Служба безпеки України оголосила Пореченкова в розшук за підозрою у вчиненні терористичного акту або погрози його вчинення.
Занесений до переліку людей, що створюють загрозу нацбезпеці Україні. Підписав колективне звернення «Діячі культури Росії — на підтримку позиції Президента щодо України та Криму». В Україні заборонена творчість за участю Михайла Пореченкова. Підтримав вторгнення Росії в Україну (2022).

## Біографія
Народився 2 березня 1969 року в Ленінград, родині моряка Євгена Михайловича Пореченкова.(українське прізвище).
До п'яти років жив з бабусею в Псковській області, навчався в школі в своєму місті, потім жив з батьками у Варшаві (Польща), де навчався у школі-інтернаті з кінця 1970-х по 1986 роки.
Навчався в Таллінському військово-політичному училищі, але не закінчив його. Через чисельні порушення дисципліни був відрахований за 10 днів до випуску. Відслужив строкову службу в Радянській армії, в будівельних військах.
Після закінчення служби в армії працював в багетній майстерні. Вступив у ВДІК на курс Армена Джигарханяна, але пройти повний курс навчання не зміг. В 1991 році вступив до ЛДІТМіК на курс Веніаміна Фільштинского та закінчив його в 1996 році.
Після закінчення інституту працював у театрі «На Крюковому каналі». Потім був прийнятий в трупу Академічного театру імені Ленсовета. Також зіграв Сірано у виставі «Сірано. Сцени з Ростана» Незалежного театрального проекту.
На сцені МХТ ім. Чехова дебютував у 2002 році в виставі «Качине полювання» в ролі офіціанта.
У 2003 році був прийнятий у трупу Художнього театру.

### Родина та особисте життя
- Батько — Євген Михайлович Пореченков, був моряком, потім інспектором виробничих процесів у Польщі на Гданській судноверфі, де поляки будували судна для СРСР.[6]. Зараз став письменником, поетом, пише про сина, про свої подорожі, про пташиний грип, про РАО «ЄЕС» та Слободана Мілошевича[1]
- Мати — Галина Миколаївна Пореченкова, колишній будівельник.[6][9]
- Позашлюбний син — Володимир Любимцев (22 грудня 1989), мати якого, Ірина Любимцева, померла в 1994 або 1995 році.[10]
- Перша дружина — Пореченкова Катерина Олександрівна.[11], бізнесвумен, працювала перекладачем, познайомилася з Пореченковим завдяки Володимиру Шевелькову[12][13][14][15]
  - Дочка — Варвара (10 березня 1998)[14], знялася з батьком у його фільмі «День Д»[10].
- Друга дружина — Ольга Пореченкова (1974).[16], художник, познайомилися в 1999 році, розписалися в 2000 році, працювала художником на фільмі «День Д»[13][17][18][19]
  - Син — Михайло (12 жовтня 2002).[16][20]
  - Дочка — Марія (26 грудня 2004).[20][21]
  - Син — Петро (12 липня 2010).[20][22]

Михайло дружить з Костянтином Хабенським, товаришували і їхні дружини, поки Анастасія Хабенська не вмерла 2008 року від пухлини мозку в 33 роки.

## Погляди
У березні 2014 року разом з іншими російськими культурними діячами підписав листа на підтримку дій президента Росії Володимира Путіна в Україні. Неодноразово висловлювався на підтримку так званої «Новоросії», терористичних утворень «ДНР» та «ЛНР». Вважає, що українці разом зі США ганебно ставляться до росіян. Як говориться в інтерв'ю, раніше підтримував також агресію Росії в Абхазії та Південній Осетії.[джерело?]

## Участь у військових конфліктах

### У російсько-грузинській війні 2008 року
Під час відвідування Донецького аеропорту в жовтні 2014 року заявляв, що має досвід участі в бойових діях під час російсько-грузинської війни.

### У російсько-українській війні 2014 року

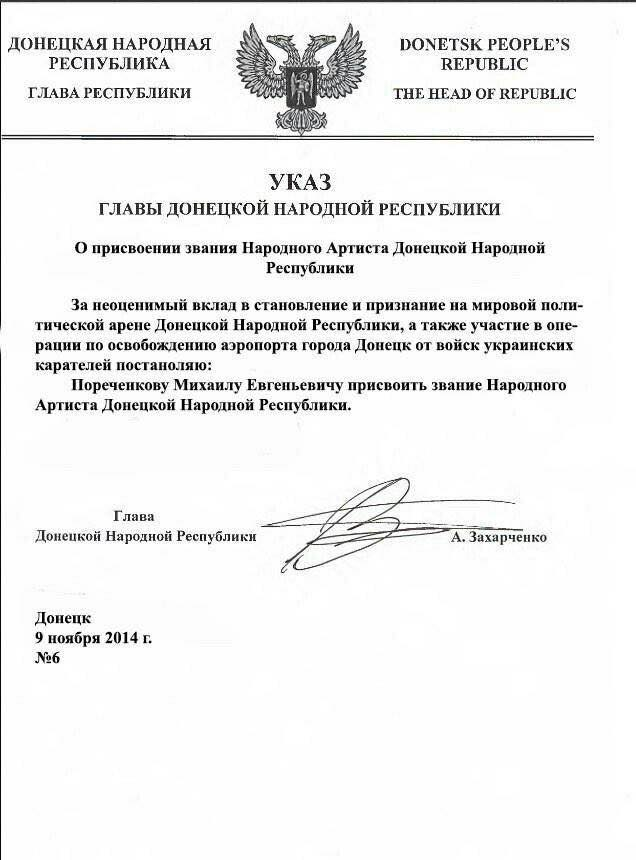
Визнання участі в терористичних угрупованнях Михайла Пореченкова

11 березня 2014 року Пореченков підписав звернення діячів культури Російської Федерації на підтримку політики президента Росії В. В. Путіна в Україні та Криму.
30 жовтня 2014 року на Youtube-каналі «НОВОРОССИЯ TV» було оприлюднено відео «Пореченков у донецькому аеропорту», на якому актор у захисному шоломі з написом «PRESS» стріляє з багатоповерхівки великокаліберним кулеметом НСВ-12,7 «Утьос» по позиціях українських військових.
Перебуваючи в гостях у терористів, актор дав інтерв'ю російському каналу, в якому зізнався на камеру, що вже стріляв так і в 2008 році в Цхінвалі під час російсько-грузинського конфлікту по позиціях грузинських військових. У цьому самому інтерв'ю Пореченков заявив, що відео було постановочним, а патрони — холостими. Твердження про постановочність і холості патрони пізніше спростували експерти, представник «ДНР» і радник голови Міністерства оборони України Юрій Повх. Пізніше, у 2016 р. повідомлено, що бійці ЗСУ відбили у бойовиків "кулемет Пореченкова"

#### Реакції в Україні
З 31 жовтня 2014 року, після інциденту в Донецькому аеропорту, низка українських політиків і активістів закликали українську владу й Інтерпол закрити Михайлу Пореченкову в'їзд до України та до інших країн Європи та Америки.[джерело?] Із цього дня Пореченков став об'єктом уваги активістів кампанії «Бойкот російського кіно», які стали вимагати заборонити показ фільмів в Україні за участі актора, також згадуючи про проблему під час суспільних акцій.
31 жовтня 2014 року Арсен Аваков повідомив, що слідче управління Міністерства внутрішніх справ України відкрило кримінальне провадження щодо актора за ч. 4 ст. 260 Кримінального кодексу України, — участь у незаконних військових формуваннях. Норма передбачає покарання у вигляді позбавлення волі на строк від 7 до 12 років.
31 жовтня 2014 року Служба безпеки України також відкрила кримінальне провадження щодо причетності Пореченкова до розстрілів мирних жителів Донецька в рядах терористичної організації «ДНР». Служба безпеки України зробила заяву про те, що має докази полювання актора з вогнепальною зброєю на мирних жителів в Донецьку, під час якого він розстрілював людей. Пореченков нібито заплатив гроші бойовикам за проведення такого «сафарі» — по $ 1 тис. за людину. Загалом Пореченков нібито заплатив $ 50 тис..
31 жовтня 2014 року особовий склад батальйону «Луганськ-1», обурений інформацією про здійснення Пореченковим «сафарі» на людей в Донецьку, оголошує власне полювання: «Батальйоном Луганськ-1 розшукується Пореченков Михайло Євгенович, 1969 року народження, громадянин Росії, який є прихильником сепаратистів. За злочин, передбачений статтею 110, ст. 258, ст. 263 КК України».
Бійці сил АТО, які тримали оборону в донецькому аеропорту, пообіцяли помститися Михайлу Пореченкову за стрілянину в них.
4 листопада 2014 року Держагентство України з питань кіно скасувало або відмовило в державній реєстрації 69 фільмів за участю Михайла Пореченкова.
4 листопада 2014 року у Московському художньому театрі після вистави «Трамвай «Бажання», у якій брав участь Михайло Пореченков, російська активістка Катерина Мальдон зі словами «На, Міша, постріляй! Любиш в українців стріляти? Пристрели мене!» кинула акторові «нагородний пістолет». Разом з пістолетом пані кинула Пореченкову медаль «За Лугандон».
9 листопада 2014 року керівництво Донецької народної республіки за стрілянину в бік українських позицій у Донецькому аеропорту нагорордила Пореченкова званням «Народний артист Донецької народної республіки».
На початку січня 2015 року Служба безпеки України повідомила, що оголосила в розшук усіх російських акторів і музикантів, які приїздили на окуповані території Донбасу. 27 січня того ж року Пореченков був оголошений в розшук. Служба безпеки України інкримінує йому «вчинення терористичного акту або погрозу його вчинення». Слідчий суддя дав дозвіл на затримання з метою приводу.
8 серпня 2015 року Пореченков був внесений до «Чорного списку Міністерства культури України».

#### Реакції за межами України
31 жовтня 2014 року використання символіки преси Михайлом Пореченковим під час візиту до Донецького аеропорту засудили в ОБСЄ, також — голова московської спілки журналістів Павло Гусєв заявив, що через дії Михайла Пореченкова та його маскування під журналіста фактично зведені нанівець гарантії безпеки ЗМІ в зоні воєнних дій: «Якщо завтра будуть убиті або поранені наші журналісти, хай Пореченков знає, що їхня кров — на його руках». Російський співак Йосип Кобзон заявив, що Пореченков дарма поїхав на Донбас. За його словами, винним в інциденті є не Пореченков, а люди, які його супроводжували.
1 листопада 2014 року влада Латвії оголосила актора Михайла Пореченкова персоною нон ґрата, про що повідомив міністр закордонних справ країни Едгар Рінкевичс.
1 грудня Пореченков висловив підтримку приїзду до Донецька свого колеги Івана Охлобистіна. Напередодні, актор Іван Охлобистін приїхав у Донецьк з новим фільмом «Ієрей-сан» та подарунками для командира террористів «Мотороли».
4 грудня 2014 року в соціальній мережі «Twitter» Михайло Пореченков висловив обурення тим, що в Українській Вікіпедії, у статті про нього, його назвали «терористом „ДНР“» та «вбивцею українських солдат». Версія тієї статті була неперевіреною патрульними (рецензентами) та була невдовзі замінена новою версією, з більш енциклопедичним та нейтральним текстом.
На початку березня 2015 року на кіностудії «Білорусьфільм» відмовилися працювати з Пореченковим. Костюмери, гримери та інші працівники поклали заяву на стіл директора «Білорусьфільму» про відмову роботи з Пореченковим, який перебуває в міжнародному розшуку. Після приїзду до Мінська його не заселили в готель, як це було прописано в домовленості. Натомість Пореченков заявив, що «на одному полі з такими білорусами не сяде»..

### Вторгнення Росії в Україну
У 2022 році підтримав вторгнення Росії в Україну.

## Санкції
Після стрілянини в аеропорту Донецька Латвія внесла Пореченкова до списку осіб, яким заборонено в'їзд до цієї країни.
19 жовтня 2022 року, на тлі вторгнення Росії в Україну, внесений до санкційного списку України осіб, які "публічно закликають до агресивної війни, виправдовують і визнають законною збройну агресію РФ проти України, тимчасову окупацію території України".

## Визнання та нагороди
Лауреат премій:
- «Золота маска» (1996, за виставу «В очікуванні Годо»)
- «Золотий софіт»
- «Сузір'я»
- Премії імені В. Стржельчика
- Премія ФСБ в номінації «Акторська робота» (2008, за головну роль у телесеріалі «Ліквідація» та за створення образів російських офіцерів в інших фільмах)

## Творчість

### Ролі в театрі

#### Академічний театр ім. Ленради
- «Войцек» — Капітан
- «Чекаючи на Годо» С. Беккета. Режисер:Юрій Бутусов — Поццо
- «Король, дама, валет» — Франц
- «Калігула» — Гелікон
- «Братик Кролик на Дикому Заході» — Братик Черепаха, Індіанець
- «Клоп» — Присипкін
- «Дама-примара» — Косме
- «Смерть Тарєлкіна» Сухово-Кобиліна — Расплюєв

#### Московський художній театр ім. А. П. Чехова
- 2002 — «Качине полювання» А. Вампілова. Режисер: Олександр Марін — офіціант[8]
- 2004 — «Біла гвардія» М. А. Булгакова. Режисер: Сергій Женовач — Мишлаєвський Віктор Вікторович, штабс-капітан, артилерист
- 2005 — «Гамлет» Шекспіра. Режисер:Юрій Бутусов — Полоній
- 2008 — «Крейцерова соната» Лев Толстой. Режисер: Антон Яковлєв —Позднишев

### Фільмографія
| Рік       |   | Українська назва                                       | Оригінальна назва                                     | Роль |
| --------- | - | ------------------------------------------------------ | ----------------------------------------------------- | --- |
| 1993      | ф | Поруч з часом                                          | Рядом со временем                                     | |
| 1994      | ф | Колесо кохання                                         | Колесо любви                                          | Кирило |
| 1997      | с | Вулиці розбитих ліхтарів                               | Улицы разбитых фонарей                                | Павло Царьов (серія «Сексот Циплаков») |
| 1998      | ф | Тіло буде віддано землі, а старший мічман буде співати | Тело будет предано земле, а старший мичман будет петь | |
| 1998      | ф | Гірко!                                                 | Горько!                                               | наречений |
| 1999      | ф | Жіноча власність                                       | Женская собственность                                 | приятель Андрія |
| 1999—2022 | с | Агент національної безпеки                             | Агент национальной безопасности                       | Олексій Петрович Ніколаєв, співробітник ФСБ (ру) |
| 2000      | ф | Особливості національного полювання в зимовий період   | Особенности национальной охоты в зимний период        | командир застави на фінському кордоні |
| 2000      | ф | Бузкові сутінки                                        | Сиреневые сумерки                                     | ру |
| 2000      | с | Бандитський Петербург. Фільм 1. Барон                  | Бандитский Петербург. Фильм 1. Барон                  | Євген Володимирович Кондрашов, комерсант та охоронець, колишній оперуповноважений капітан міліції (ру)                                                                 |
| 2002      | ф | Вовочка                                                | Вовочка                                               | дільничний, старший лейтенант Григорій Піндюжін |
| 2002      | с | Спецназ                                                | Спецназ                                               | Агент ФРС США Джим Уолленс (з'являється в серії «Клинок») (ру) |
| 2002      | с | По той бік вовків                                      | По ту сторону волков                                  | |
| 2002      | с | Подружка осінь                                         |                                                       | |
| 2003      | ф | Особливості національної політики                      | Особенности национальной политики                     | Ваня |
| 2003      | ф | Тріо                                                   | Трио                                                  | Олексій |
| 2003      | ф | Щоденник камікадзе                                     | Дневник камикадзе                                     | |
| 2003      | с | Лінії долі                                             | Линии судьбы                                          | |
| 2004      | ф | Проти течії                                            | Против течения                                        | Сергій Городецький |
| 2004      | ф | Таємниця «Вовчої пащі»                                 | Тайна «Волчьей пасти»                                 | капітан 2 рангу / "олуша |
| 2004      | с | Ключі від безодні: По ту сторону вовків-2              | Ключи от бездны: По ту сторону волков-2               | Сергій Висік (ру) |
| 2005      | ф | 9 рота                                                 | 9 рота                                                | старший прапорщик Дигало |
| 2005      | ф | Солдатський декамерон                                  | Солдатский декамерон                                  | Пантелєєв |
| 2005      | с | Убивча сила 6                                          | Убойная сила 6                                        | капітан міліцїї, Микита Андрійович Уваров, начальник відділу Управління по боротьбі зі злочинами у сфері моральності (серії «Мис Доброї Надії», «Брати по зброї») (ру) |
| 2005      | с | Загибель імперії                                       | Гибель империи                                        | ру |
| 2006      | ф | Зв'язок                                                | Связь                                                 | Ілля, бізнесмен |
| 2006      | с | Грозові ворота                                         | Грозовые ворота                                       | майор Єгоров, офіцер ГРУ (ру) |
| 2006      | ф | Велика любов                                           | Большая любовь                                        | генерал Антон Улибабов |
| 2007      | ф | 1612                                                   | 1612                                                  | князь Пожарський |
| 2007      | ф | Троє                                                   | Трое                                                  | (у виробництві) |
| 2007      | с | Ліквідація                                             | Ликвидация                                            | майор Кречетов, він же " Академік " (ру) |
| 2008      | ф | Реальний тато                                          |                                                       | Роман, бандит |
| 2008      | ф | День Д                                                 |                                                       | Іван, майор ВДВ |
| 2008      | ф | Тариф Новорічний                                       |                                                       | Баринов |
| 2008      | ф | На даху світу                                          |                                                       | Василь |
| 2008      | ф | Подружка осінь                                         |                                                       | Саша |
| 2008      | с | Ісаєв                                                  |                                                       | граф Воронцов (ру) |
| 2010      | ф | Казка. Є                                               |                                                       | Ведмідь |
| 2010      | с | Доктор Тирса                                           |                                                       | Геннадій Вікторович Тирса (ру) |
| 2010      | с | Родинний дім                                           |                                                       | Петро Сергійович Прохоров, олігарх (ру) |
| 2011      | ф | Без чоловіків                                          |                                                       | Стасик |
| 2011      | ф | На щастя, або Хто знайде Синього птаха                 |                                                       | Пер Ноель |
| 2011      | с | Контргра                                               |                                                       | майор СМЕРШ Денис Ребров (ру) |
| 2011      | с | Справа гастроному № 1                                  |                                                       | майор КДБ Скачко (ру) |
| 2011      | с | Небесний суд                                           |                                                       | адвокат Веніамін (ру) |
| 2011      | с | Біла гвардія                                           |                                                       | Віктор Вікторович Мишлаєвський, поручик артилерії (ру) |
| 2012      | ф | Мами                                                   |                                                       | |
| 2012      | ф | Золото                                                 |                                                       | |
| 2012      | с | Після школи                                            |                                                       | Віктор Васильович, фізрук, тато Вови, тренер баскетбольної команди «Білі ведмеді» (ру)                                                                                 |
| 2013      | ф | Піддубний                                              |                                                       | Іван Піддубний |
| 2013      | ф | Про що мовчать дівчата                                 |                                                       | Володимир Петрович Веденєєв — російський олігарх |
| 2013      | ф | Марафон                                                |                                                       | Толік |
| 2016      | ф | Вовкулаки                                              | Вурдалаки                                             | Лавр |

#### Режисер
- 2008 — День Д

#### Дубляж
- 1999 — Шосте чуття — Малколм Кроу (Брюс Вілліс)
- 2001 — Історія лицаря — Вільям Тетчер (Ульрік фон Ліхтенштайн із Гільдерланда)  (Хіт Леджер)
- 2002 — Алі Джі в парламенті — Алі Джі (Саша Барон Коен)

#### Зйомка в рекламі
- Реклама майонезу «Ряба»[59]
- Реклама мобільного оператора МТС (спільно з Михайлом Трухіним та Миколою Валуєвим)
- Реклама автомобіля Kia Sorento
- Реклама велосипедів Cube

### Комп'ютерні ігри
- 2006 — Інстинкт (грудня 2006) — Білий

### Телебачення
- Заборонена зона (ТНТ).
- Кулінарний поєдинок (НТВ) — (з 19 квітня 2008 по 18 грудня 2010)
- Битва екстрасенсів (ТНТ) — 1—7-й сезони.
- Що робити разом з ведучим з Денисом Гребенюком (Перець)

### Документальні фільми
- 2011 — Михайло Пореченков. Тепер у мене все є
- 2010 — Мій син — Андрій Краско (документальний)
- 2009 — Алтайський самородок. Панкратов-Чорний (документальний)
- 2007 — Олександр Дедюшко. Перевищення швидкості (Україна, документальний)
- 2006 — Як відходили кумири (документальний) Андрій Краско
- 2006 — Андрій Краско. Несхожий на артиста (документальний)

### Освіта
- Талліннське вище військово-політичне будівельне училище
- ВДІК
- ЛДІТМіК